# Neohylomys hainanensis
Genre
Espèce
Synonymes
- Hylomys hainanensis (Shaw & Wong, 1959)

Statut de conservation UICN

 EN B1ab(iii) : En danger
Neohylomys hainanensis est une espèce de gymnures (variante asiatique de hérissons sans piquants) de la famille des Erinaceidae, c'est la seule espèce du genre Neohylomys.

## Distribution
Cette espèce est endémique d'Hainan, une île tropicale chinoise du Pacifique.

## Morphologie
Comme tous les gymnures c'est une sorte de hérissons primitifs d'Asie, sans piquants, à l'allure de grosse musaraigne.
Le corps mesure de 12 à 14,7 cm et la queue de 3,6 à 4,3 cm pour un poids de 50 à 69 g.
Proche des hérissons à piquants, Neohylomys hainanensis a la même forme de tête allongée avec museau pointu, des oreilles et des yeux bien développés.
Sa fourrure est gris roux sur le dessus, avec une longue rayure noire marquant le centre du dos. Sur les flanc, le gris roux se teinte de vert olive, s'éclaircissant pour devenir gris pâle à blanc cassé sous le ventre. La tête est petite, de teinte gris foncé mêlé de brun. Sa queue est plus longue que chez les autres espèces de gymnures, presque nue à part de rares petits poils, comme sur les oreilles et les pattes.

## Comportement
L'espèce émet probablement la même forte odeur ammoniaquée, caractéristique des gymnures.
On suppose que cette espèce, comme celles des genres voisins, se nourrit d'invertébrés, insectes ou vers de terre, qu'elle trouve en fouillant l'humus avec son museau mobile et pointu. Il est probable que, comme les espèces du genre Hylomys, Neohylomys hainanensis est actif de jour comme de nuit et que les individus vivent solitaires ou en petits groupes de deux à trois, se tenant généralement au sol à moins de grimper occasionnellement à des buissons bas. La reproduction a lieu probablement toute l'année et la femelle doit mettre bas deux ou trois petits après une gestation de 30 à 35 jours.

## Habitat
Neohylomys hainanensis est connu uniquement sur l'île de Hainan, en Chine. C'est une espèce rare dont les populations déclinent à cause de la dégradation de son habitat pour cause d'exploitation forestière et de développement de terres agricoles.
C'est un animal terrestre qui fréquente les forêts tropicales humides. On pense qu'il vit dans des terriers mais on connaît peu de choses sur cet animal rarement observé.

## Statut de conservation
Cette espèce est présente dans la réserve naturelle de Jianfengling (Hainan) et peut-être aussi dans celles de Jiaxi et de Wuzhishan.
Elle est déclarée en danger depuis 1996 par l'Union internationale pour la conservation de la nature (UICN).

## Taxinomie
Corbet (1988) ou Mein et Ginsburg (1997) confirment la classification de cette espèce dans le genre Neohylomys, tandis que Jenkins et Robinson (2002) préfèrent la classer dans le genre Hylomys.
Synonyme : Hylomys hainanensis (Shaw & Wong, 1959)

## Publication originale
- Shaw & Wong, 1959 : A new insectivore from Hainan. Acta Zoologica Sinica, vol. 11, p. 422-429.